# Ján Andrej Cully
Ján Andrej Cully (9 de desembre de 1995) és un ciclista eslovac, professional des del 2017 i actualment a l'equip Dukla Banska Bystrica. En el seu palmarès destaquen el Campionat nacional en contrarellotge de 2019, 2020 i 2022.

## Palmarès
- 2017
  - Vencedor d'una etapa al Gran Premi Chantal Biya
- 2019
  -  Campió d'Eslovàquia en contrarellotge
  - Vencedor de 2 etapes al Tour del Senegal
  - Vencedor d'una etapa a l'In the steps of Romans
  - Vencedor d'una etapa a la Volta a Sèrbia
- 2020
  -  Campió d'Eslovàquia en contrarellotge
- 2022
  -  Campió d'Eslovàquia en contrarellotge